# Zanabazar junior

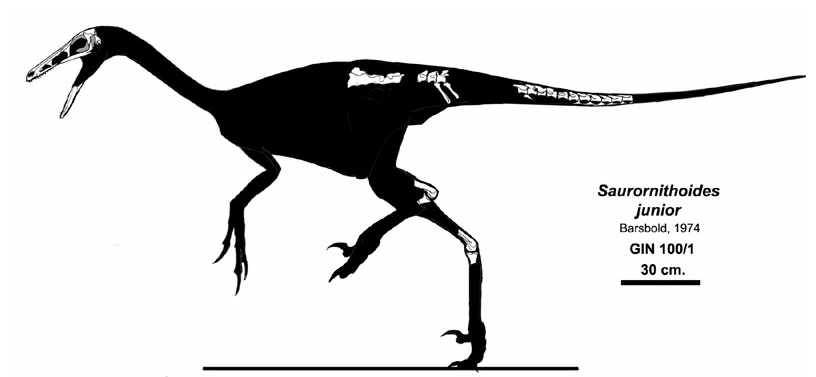
Esqueletos descobertos por Zanabazar.

Zanabazar junior é uma espécie de dinossauro terópode da família Troodontidae, encontrada na formação Nemegt da Mongólia. É a única espécie descrita para o gênero Zanabazar.